# Gästriklands runinskrifter 3
Gästriklands runinskrifter 3, Gs 3, är en runsten i Österfärnebo socken i Sandvikens kommun.
Runstenen är i röd sandsten och är 1,78–1,85 meter hög, 0,89–0,93 meter bred och 0,13 meter tjock. Bara rester av runslingan finns kvar i övre och nedre södra hörnen; runhöjden är 8–9 centimeter.
Stenen lär ha hittats vid Bärrecksvägen och därifrån förts till Gysinge, där den stod som minnessten på en hundgrav på Granön. Först långt senare observerades runorna och stenen flyttades till Kungsgården, där den antas ha stått tidigare. Där står den i ett ganska undanskymt hörn bland en massa buskar.

## Inskrift
Inskriften är mycket nött och är numera mer eller mindre utplånad. Den har ingen tolkning. Troligen rör det sig om en så kallad nonsensinskrift utan mening.
[...a + nisauit × osis × ioiklku × ihbtmsr × loifnmuosbt + a-ls × k--... ...ioi(u)(i)a...]